# Seroendeng

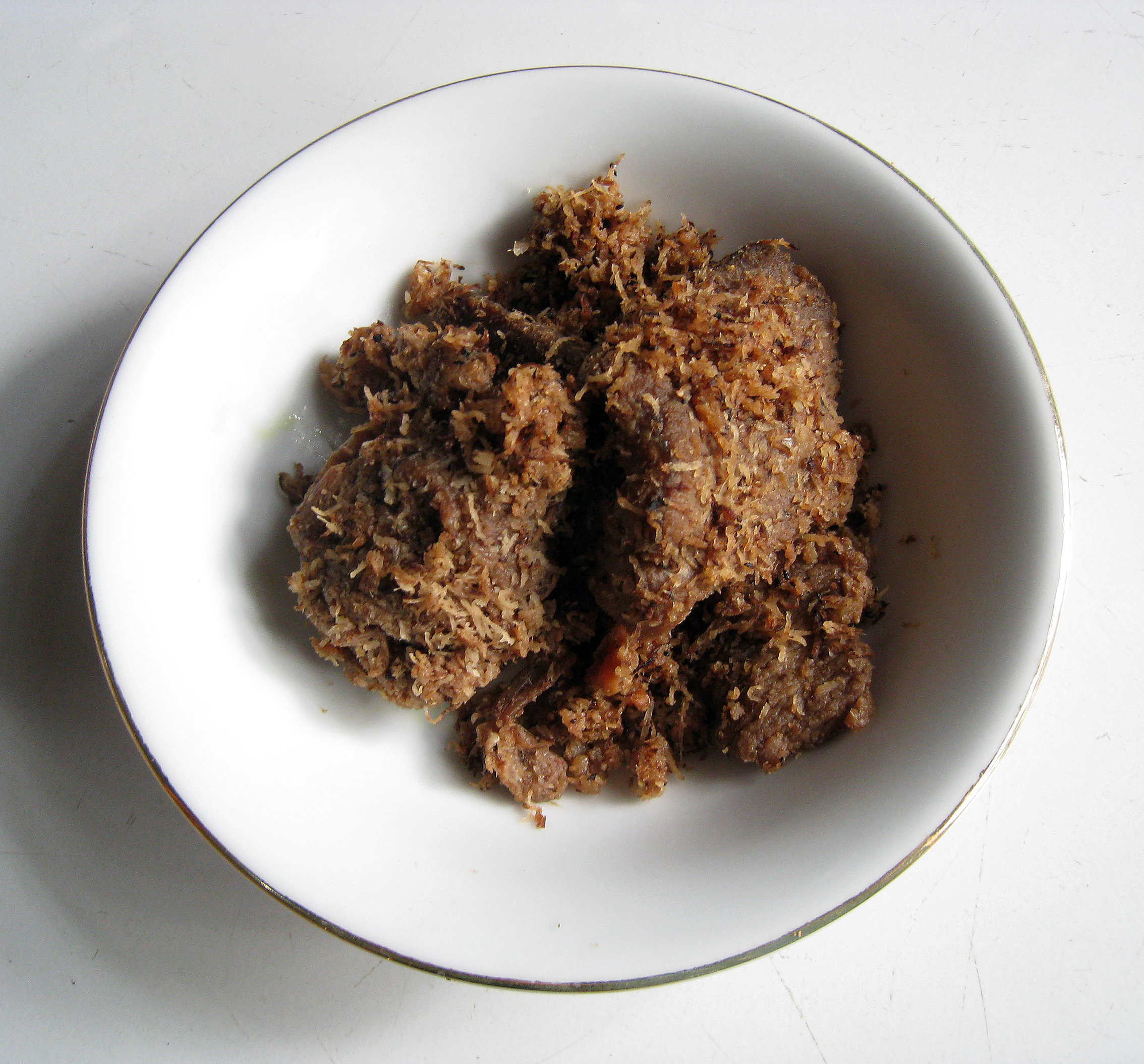
Rundvlees Seroendeng

Seroendeng is een mengsel van geschaafde kokos, pinda's, gebakken uien en specerijen (onder andere koriander, trassi, komijn). 
In de Indonesische keuken wordt seroendeng gebruikt om over rijst te strooien en zo de smaak en textuur van het gerecht te verrijken.